# 长萼石竹
长萼石竹（学名：Dianthus kuschakewiczii）为石竹科石竹属的植物。分布于哈萨克斯坦以及中国大陆的新疆等地，生长于海拔650米至2,800米的地区，常生于草原、山坡或河岸砂砾处，目前尚未由人工引种栽培。